# Sphingicampa smithi
Sphingicampa smithi är en fjärilsart som beskrevs av Druce 1904. Sphingicampa smithi ingår i släktet Sphingicampa och familjen påfågelsspinnare. Inga underarter finns listade i Catalogue of Life.